# Gaspare Caffiero
Gaspare Caffiero (Roma, 23 maggio 1976) è un pilota motociclistico italiano ritiratosi dall'attività agonistica, vincitore del campionato italiano classe 125 nel 2000.

## Carriera
Il suo successo più importante in campo nazionale è la vittoria del campionato Italiano Velocità della classe 125 nel 2000.
In campo internazionale le sue apparizioni con maggiore regolarità sono state nel campionato Europeo Velocità dove è stato presente in gara dal 1997 al 2003, sempre senza cambiare classe. Alla sua prima partecipazione, nel 1997, è giunto al 24º posto su una Honda;; gli anni successivi ha avuto risultati altalenanti con un 12º (nel 1998) e un 20º posto, per arrivare infine al 3º posto nell'edizione del 2000.
In quegli stessi anni ha avuto anche la possibilità di esordire nel motomondiale, nell'edizione del 1999 quando ha ottenuto una wild card per partecipare al GP d'Italia su una Aprilia concluso in 24ª posizione. Nel 2001 partecipa alla stagione completa del mondiale su Aprilia e conclude al 30º posto in classifica. Nel 2002 disputa due gare nel campionato italiano 125 GP ottenendo una pole position un giro veloce ed un podio chiudendo al quindicesimo posto.
Dopo quell'esperienza, a parte una presenza sporadica nel Gran Premio motociclistico d'Italia 2002 su una Honda, torna a partecipare all'europeo sia nel 2002 che nel 2003 non raccogliendo risultati di particolare rilievo. Nel 2005, in sella ad una YZF-R1 si classifica al quattordicesimo posto nel campionato Italiano Stock 1000, categoria in cui disputa tre gare la stagione successiva, con una Kawasaki, senza ottenere punti.

## Risultati nel motomondiale
| 1999 | Classe | Moto    |  |  |  |  |    |  |  |  |  |  |  |  |  |  |  |  | Punti | Pos. |
| ---- | ------ | ------- |  |  |  |  | -- |  |  |  |  |  |  |  |  |  |  |  | ----- | ---- |
| 1999 | 125    | Aprilia |  |  |  |  | 24 |  |  |  |  |  |  |  |  |  |  |  | 0     |      |

| 2001 | Classe | Moto    |     |     |     |    |    |    |     |    |    |    |    |    |    |    |    |  | Punti | Pos. |
| ---- | ------ | ------- | --- | --- | --- | -- | -- | -- | --- | -- | -- | -- | -- | -- | -- | -- | -- |  | ----- | ---- |
| 2001 | 125    | Aprilia | Rit | Rit | Rit | 23 | 19 | 22 | Rit | 16 | NP | 21 | 13 | 19 | 17 | 15 | 19 |  | 4     | 30º  |

| 2002 | Classe | Moto  |  |  |  |  |    |  |  |  |  |  |  |  |  |  |  |  | Punti | Pos. |
| ---- | ------ | ----- |  |  |  |  | -- |  |  |  |  |  |  |  |  |  |  |  | ----- | ---- |
| 2002 | 125    | Honda |  |  |  |  | 17 |  |  |  |  |  |  |  |  |  |  |  | 0     |      |

| Legenda | 1º posto        | 2º posto            | 3º posto            | A punti      | Senza punti        | Grassetto – Pole position Corsivo – Giro più veloce |
| Legenda | Gara non valida | Non qual./Non part. | Ritirato/Non class. | Squalificato | '-' Dato non disp. | Grassetto – Pole position Corsivo – Giro più veloce |